# Nadia Ramassamy
Marie-Nadia Ramassamy (nascida em 17 de maio de 1961) é uma política francesa da Reunião. Ela é deputada pelo 6º círculo eleitoral da Reunião desde 2017.

## Carreira
Além de ser política, ela continua a praticar medicina, especialmente durante a pandemia de coronavírus de 2020.